# Servius Cornelius Maluginensis
Pour les articles homonymes, voir Cornelius Maluginensis.
Servius Cornelius Maluginensis est un homme politique de la République romaine, du IVe siècle, membre de la famille des Corneliii Maluginenses, une branche de la gens patricienne des Cornelii. Son frère Publius Cornelius Maluginensis est tribun consulaire en 397 av. J.-C..
À sept reprises, en 386, 384, 382, 380, 376, 370 et 368 av. J.-C., il est tribun militaire à pouvoir consulaire.
En 361 av. J.-C., il est choisi comme maître de cavalerie par le dictateur Titus Quinctius Poenus Capitolinus Crispinus.